# Palazzo Massimo alle Colonne
Palazzo Massimo alle Colonne är ett renässanspalats i centrala Rom, beläget vid Corso Vittorio Emanuele II i Rione Parione.

## Beskrivning
Arkitekten bakom palatset är Baldassare Peruzzi, och det uppfördes mellan 1532 och 1536. Portiken är tunnvälvd och avslutad med absider i båda ändar; parvis ställda kolonner avgränsar den mot gatan. Portiken är ett originellt inslag i fasadarkitekturen, liksom den betonade rusticeringen och fönsteromramningarna. De två översta våningarna är mezzaninvåningar, vilket är mycket ovanligt.
Unik är även gårdens portik, med tunnvalv som har ljusöppningar likt en antik kryptoportik. Gården var tidigare fylld med antik skulptur. Peruzzi är känd för sina ingående studier av antiken, och palatset vittnar om en önskan att återskapa den antika arkitekturen. Ingångshallen i piano nobile är dekorerad av Daniele da Volterra med Fabius Maximus historia, familjen Massimos mytiske anfader. Övriga rum har likartad dekor, bland annat rika kassettak samt fresker av Perino del Vaga med flera.
Palatset tillhör alltjämt familjen Massimo och är inte tillgängligt för besök, utom den 16 mars varje år. Då öppnas palatsets kapell för firandet av det underverk, som inträffade den dagen år 1583. Filippo Neri återuppväckte familjens unge son Paolo (1569–1583), som avlidit i en sjukdom; han levde precis så länge att han kunde bikta sina synder.
Mot den lilla Piazza dei Massimi vetter en bakre fasad; den är dekorerad med grisaillemålningar, som utfördes med anledning av Angelo Massimos bröllop med Antonietta Planca Incoronati år 1523. Det är en av de bäst bevarade målade fasaderna från renässansen. Oftast lät ägarna dekorera dem med scener ur den romerska historien; här tycks emellertid scenerna vara hämtade ur Bibeln; Jungfru Marie förmälning kan urskiljas, likaså ett par episoder ur Gamla Testamentet: Ester och Ahasverus samt Judit med Holofernes avhuggna huvud. Kolonnen på torget (piazzan) kan härstamma från Domitianus odeon, som var beläget på platsen.

## Bilder
| - En av portikens absider. - Palatsets bakre fasad mot Piazza dei Massimi. |